# Ludwig (Musiker)
Ludwig (* 1992 als Ludovico Franchitti in Rom) ist ein italienischer Dance-Musiker.

## Karriere
Ludwig begann in jungen Jahren, in verschiedenen Clubs seiner Heimatstadt als DJ aufzutreten. Ab 2018 stieg seine Bekanntheit in Italien, durch Auftritte bei Dance-Festivals und die Zusammenarbeit mit der populären Trap-Gruppe Dark Polo Gang. Fortan betätigte sich Ludwig vermehrt als Musikproduzent und veröffentlichte Lieder unter eigenem Namen, bei denen er auch den Gesang übernahm. Seine Debütsingle Un po’ de que erschien im Dezember 2018. 
Im Jahr 2019 produzierte Ludwig Musik für verschiedene Vertreter der italienischen Trap-Szene und veröffentlichte das Lied Domani ci passa sowie die EP Curioso. Ende des Jahres veröffentlichte er mit Dopo mezzanotte erstmals ein Lied bei einem Major-Label, Warner. Das Lied war in Zusammenarbeit mit Dj Matrix entstanden, mit dem er kurz darauf auch das Lied Courmayeur aufnahm. Es folgten Tourneen und weitere Veröffentlichungen, mehrfach zusammen mit Dj Matrix.

## Diskografie

### Alben
| Jahr | Titel     | Höchstplatzierung, Gesamtwochen, AuszeichnungChartsChartplatzierungen (Jahr, Titel, Platzierungen, Wochen, Auszeichnungen, Anmerkungen) | Anmerkungen                         |
| Jahr | Titel     | IT | Anmerkungen                         |
| ---- | --------- | --- | ----------------------------------- |
| 2021 | Neverland | IT56 (3 Wo.)IT | Erstveröffentlichung: 25. Juni 2021 |

### EPs
- 2019: Curioso

### Singles (Auswahl)
| Jahr | Titel Album             | Höchstplatzierung, Gesamtwochen, AuszeichnungChartsChartplatzierungen (Jahr, Titel, Album, Platzierungen, Wochen, Auszeichnungen, Anmerkungen) | Anmerkungen |
| Jahr | Titel Album             | IT | Anmerkungen |
| ---- | ----------------------- | --- | --- |
| 2019 | Courmayeur –            | IT44 Platin · (14 Wo.)IT | Erstveröffentlichung: 3. Januar 2020 Dj Matrix, Carolina Marquez & Ludwig feat. Gabry Ponte Verkäufe: + 70.000 |
| 2019 | Domani ci passa Curioso | IT43 ×2Doppelplatin · (20 Wo.)IT | Erstveröffentlichung: 5. April 2019 Verkäufe: + 200.000                                                        |
| 2021 | Coro azzurro –          | IT50 Gold · (6 Wo.)IT | Erstveröffentlichung: 28. Mai 2021 Dj Matrix mit Gli Autogol feat. Arisa & Ludwig Verkäufe: + 35.000           |

## Belege
1. ↑  Alben von Ludwig. In: Italiancharts.com. Hung Medien, abgerufen am 8. August 2023.
2. ↑  Archivio classifiche Top Singoli. FIMI, abgerufen am 19. August 2021 (italienisch).
3. 1 2 3  Certificazioni. FIMI, abgerufen am 8. August 2023 (italienisch).

| Personendaten    | Personendaten                      |
| ---------------- | ---------------------------------- |
| NAME             | Ludwig                             |
| ALTERNATIVNAMEN  | Franchitti, Ludovico (Geburtsname) |
| KURZBESCHREIBUNG | italienischer Dance-Musiker        |
| GEBURTSDATUM     | 1992                               |
| GEBURTSORT       | Rom                                |